# Kofun de Kitora
Le kofun de Kitora (en japonais キトラ古墳) est un tumulus situé dans le village d'Asuka, dans la préfecture de Nara, au Japon. On estime que cette tombe fut édifiée entre le VIIe siècle et le début du VIIIe siècle. Elle ne fut découverte qu'en 1983.

## Exploration
Après la découverte du tumulus, la fouille de la tombe est longtemps reportée car, en droit japonais, elle aurait constitué un viol de sépulture. Seul un examen endoscopique en 1983 avait révélé une fresque du Guerrier noir, une des quatre divinités des points cardinaux, sur la paroi nord. Ce n'est qu'après le tremblement de terre de Kobé en 1995 que les autorités, craignant que le kofun n'ait été endommagé, autorisent un examen plus approfondi : un appareil photo miniature, introduit par un trou laissé par un pilleur de tombe, permet de découvrir un Dragon vert sur la paroi est et un Tigre blanc sur la paroi ouest. Le Phénix rouge qui devrait normalement figurer sur la paroi sud reste temporairement hors d'atteinte mais les photographies révèlent la grande fresque du plafond.

## Description
Petite chambre en pierre, l'intérieur du kofun de Kitora fait environ 1 m de largeur pour 2,6 m de longueur et 1,3 m de hauteur, espace suffisant pour déposer une personne. Les quatre murs sont orientés selon les points cardinaux et sont ornés, successivement, de Genbu, la tortue noire sur le mur nord, Seiryû, le dragon vert de l'Est, Suzaku, l'oiseau vermillon du Sud et Byakko, le tigre blanc de l'Ouest.
Sur le plafond du tertre figure également une carte de constellations qui est toujours au centre de recherches et de débats par les chercheurs dans le domaine de l'archéoastronomie. De plus, les figures zodiacales aux corps humains et aux têtes d'animaux peintes sur les murs pourraient être les plus vieilles fresques zodiacales d'Asie orientale.
Selon François Berthier, cette carte vient d'un modèle coréen du Koguryo : l'artiste, japonais ou coréen, a voulu représenter les constellations de l'astronomie chinoise autour de la Petite Ourse (Ziweiyuan) considérée comme le palais de l'Empereur du Ciel mais son œuvre comprend plusieurs erreurs astronomiques, certaines constellations étant déformées en motifs décoratifs.
Des fragments d'un cercueil en bois laqué, détruit lorsque la tombe fut profanée, forment une couche de 5 cm d'épaisseur, mêlés aux ossements humains et aux biens funéraires. Une installation en bronze doré et des décorations d'épées furent découvertes, toutes superbement exécutées avec des motifs incrustés. En se basant sur l'analyse des fragments d'os et des objets trouvés dans la tombe, on pense que le défunt était un homme d'âge mûr, ou avancé, d'un milieu aristocratique.
Les peintures de ce kofun ont été déposées et mises à l'abri, comme pour celles du kofun de Takamatsuzuka qui datent de cette même époque, afin de tenter de limiter leur détérioration définitive.

## Conservation
Les peintures ont souffert des atteintes du temps. Elles sont considérées comme importantes sur la liste des trésors nationaux du Japon et la liste du patrimoine mondial ; leur préservation figure au rang des priorités.
Le tertre entier a été couvert. Une série d'antichambres jouxtant la chambre centrale ont été construites pour l'isoler des changements de température et d'humidité, et la préserver des contaminations par micro-organismes et spores de moisissures aériennes.